# Соснинка (приток Волхова)
Соснинка — река в России, протекает по Чудовскому району Новгородской области. Устье реки находится в 147 км по правому берегу реки Волхов. Длина реки составляет 15 км. Река пересекает железную дорогу Москва — Санкт-Петербург (главный путь Октябрьской железной дороги) между станциями 130 км и Дубцы. Здесь же на реке стоит деревня Суворовка.

## Данные водного реестра
По данным государственного водного реестра России относится к Балтийскому бассейновому округу, водохозяйственный участок реки — Волхов, речной подбассейн реки — Волхов. Относится к речному бассейну реки Нева (включая бассейны рек Онежского и Ладожского озера).
Код объекта в государственном водном реестре — 01040200612102000018714.